# Kebechet
Kebechet (även Qébéhout, Kabechet, Kebehut eller Kebhut) var i egyptisk mytologi renandets gudinna.  Hon var dotter till Anubis. Kebechet porträtterades som en kvinna med ett ormhuvud eller med en kropp av stjärnor. Hennes roll var rening genom vatten.